# Sprechgesang
Sprechgesang ist dem Sprechen angenäherter Gesang oder dem Gesang angenähertes Sprechen.
Im weiteren Sinn kann jede Mischform als Sprechgesang betrachtet werden, zum Beispiel das plappernde Parlando oder das Rezitativ in Oper und Kantate, ebenso wie die Psalmodie im liturgischen Gesang oder der Betruf auf den Alpen.

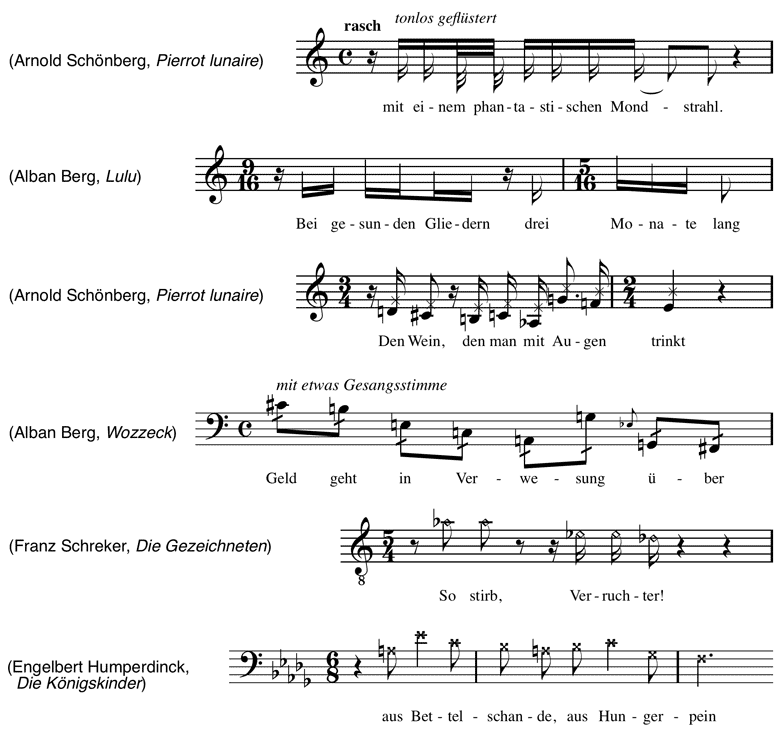
Beispiele für verschiedene Methoden, Sprechgesang zu notieren

Der Sprechgesang im engeren Sinn setzt jedoch eine starke Trennung zwischen Singen und gesprochenem Literaturvortrag voraus, wie es sie erst seit der Neuzeit gibt. Die antike Lyrik, sogar der Vortrag des Epos, wurden hingegen noch als Gesang verstanden. Der moderne Sprechgesang geht also davon aus, dass es eine Lyrik gibt, die nicht gesungen wird.
Dieser Sprechgesang als künstlerisches Ausdrucksmittel kam Ende des 19. Jahrhunderts auf, zuerst in der ersten Fassung von Humperdincks Königskindern. Er steht zwischen dem Lied- oder Operngesang und dem Melodram, bei dem oft in Versen zu Musik rezitiert wurde. Oft hängt Sprechgesang mit einer innovativen musikalischen Notation zusammen. Der Sprechstimme werden musikalische Parameter auferlegt wie ein Rhythmus oder mehr oder weniger exakte Tonhöhen. Arnold Schönberg (Gurre-Lieder, Pierrot Lunaire) oder Alban Berg (Wozzeck) haben in ihren Vokalwerken eine recht genau notierte Art des Sprechgesangs gefordert. In der Avantgarde-Musik des 20. Jahrhunderts gibt es zahlreiche Varianten des Sprechgesangs.
In der modernen Populärmusik tritt Sprechgesang vor allem im Hip-Hop und Rap auf, beispielsweise in Funky Cold Medina von Tone Lōc; verwandte Formen sind Toasting und Raggamuffin.
Im neumodernen Freestyle-Rap wird der zuvor erlernte rhythmische Sprechgesang dem Takt eines beliebigen Musikstücks direkt angepasst. Dies erfordert ein hohes Maß einer speziell ausgeprägten Atemtechnik, welche mit der Schnappatmung zu vergleichen ist. Diese Form der Atmungstechnik findet besonderen Anklang an Textpassagen, an denen z. B. eine Silbe oder ein Wort fehlt, zudem ist eine aufrecht sitzende Körperhaltung der stehenden oder liegenden Körperhaltung vorzuziehen.
Viele Chansonniers resp. Liedermacher bauen in ihre Lieder gesprochene Passagen ein. Solche Sprechpassagen fanden auch im Oberkrainerstil und im volkstümlichen Schlager Einzug. Eine weitere Variante ist ein gesprochener Monolog, der mit einer einfachen Melodie begleitet wird (beispielsweise im Song Are You Lonesome Tonight?).